# Gola Dhoro
Gola Dhoro – starożytna osada protomiejska należąca do cywilizacji doliny Indusu, obecnie stanowisko archeologiczne w zachodnich Indiach, w stanie Gudźarat, w dystrykcie Kaććh. Stanowisko obejmuje niewielką, ufortyfikowaną osadę o powierzchni niespełna dwóch hektarów i wymiarach około 50x50 metrów składającą się z otoczonej murem „cytadeli” oraz „dolnego miasta”, z kwaterami mieszkalnymi i zakładami rzemieślniczymi zarówno wewnątrz, jak i na zewnątrz umocnionego obszaru.

## Wykopaliska
Archeolodzy datują osadę w Gola Dhoro na lata 2500–2000 p.n.e., czyli na okres trwania właściwej kultury harappańskiej. Od 1996 r. w tym miejscu prowadzone są wykopaliska przez Uniwersytet Maharaja Sayyajirao w Vadodarze. Stwierdzono istnienie domów i budynków gospodarczych wzniesionych z cegły mułowej. Dokonano tu znaczącego odkrycia – znaleziono unikalną pieczęć harappańską (pochodzącą prawdopodobnie z terenu współczesnego Pakistanu), która jest pusta w środku i jest pierwszą, i jak dotąd jedyną znalezioną tego rodzaju. Wykopaliska w tym miejscu dały dowody na to, że prowadzono w tym miejscu rozwiniętą działalność gospodarczą, produkcyjną oraz, że zajmowano się handlem. Podkreśliły tym samym znaczenie mniejszych ośrodków protomiejskich w rozwoju gospodarczym cywilizacji doliny Indusu.

## Znaleziska
Na stanowisku odkryto liczne artefakty archeologiczne, przede wszystkim wyroby rzemieślnicze z muszli, kamieni jubilerskich, koralików kamiennych, fajansu, odkryto ponadto unikatową pieczęć z wizerunkiem jednorożca z pustym miejscem w środku wyglądającym jak rodzaj pojemnika, a także inne pieczęcie harappańskie (w sumie sześć). Znaleziono też różnego rodzaju przedmioty wykonane z miedzi.

### Przedmioty miedziane
Jak na osadę o niewielkich rozmiarach, liczba miedzianych przedmiotów znalezionych w Gola Dhoro jest bardzo duża. Odkryto między innymi miedziane naczynie zawierające osiem bransolet, topór używany najprawdopodobniej do obróbki metali szlachetnych, miedziane noże z rękojeściami z kości. Interesującym znaleziskiem z tego obszaru jest też unikalny miedziany topór bojowy (parashu), a niewielki jego rozmiar sugeruje, że prawdopodobnie był używany do celów rytualnych. Unikalne są także miedziane noże, które znaleziono w połączeniu z dużą ilością rybich ości, co sugeruje, że noże były używane do przetwarzania ryb. Co ważne, nie znaleziono w osadzie niezbitych dowodów (np. pieca) na wytop miedzi właśnie tutaj. Dowodem pośrednim jest to, że znaleziono mocno zniszczone gliniane tygle z przywartą do nich miedzią, co sugeruje, że mogły być używane do wytopu miedzi. Mogły one jednak pochodzić z innego miejsca niż Gola Dhoro.

### Pieczęcie
Na stanowisku archeologicznym w Gola Dhoro odkryto jak dotąd pięć pieczęci steatytowych. Biorąc pod uwagę stosunkowo niewielki rozmiar Gola Dhoro (mniejszy niż 2 hektary) odkrycie to było zaskoczeniem dla archeologów, gdyż wcześniej znajdowano je głównie w dużych ośrodkach miejskich, które są badane znacznie częściej i dokładniej. W cywilizacji doliny Indusu używano tego typu pieczęci głównie w działalności handlowej.
Wszystkie wykonane są ze steatytu, każda zawiera inskrypcje wykonaną w piśmie induskim oraz mitologiczne przedstawienie jednorożca. Oprócz wygrawerowanego napisu i wizerunku jednorożca, jedna z pieczęci ma głęboko wydrążoną prostokątną wnękę, której przeznaczenie nie jest jasne. Takie pieczęcie z gniazdami są unikalnym znaleziskiem i jak dotąd nie są odnotowane w żadnym innym miejscu w Harappie.

## Znaczenie
Chociaż osada ta była mała pod względem powierzchni, posiadała mur obronny o szerokości 5,20 metra zbudowany w trzech kolejnych etapach, aby zapewnić bezpieczeństwo rozwijającemu się tutaj rzemiosłu i kontaktom handlowym. Gola Dhoro specjalizowało się w produkcji bransolet z muszli i półszlachetnych koralików z kamieni, a także przedmiotów z miedzi i fajansu. Produkcja koralików odbywała się głównie poza murami miasta, a przedmioty z fajansu wytwarzano tylko w obrębie murów. Odkryte tutaj duże dzbany z czarnej kamionki sugerują, że osada zajmowała się handlem z obszarami zamorskimi, ponieważ takie właśnie pojemniki były używane do transportu towarów między innymi do Maganu. (dzisiejszy Oman).